# Nowa Zelandia na Letnich Igrzyskach Olimpijskich 2020
Nową Zelandię na Letnich Igrzyskach Olimpijskich 2020 reprezentowało 215 zawodników: 113 mężczyzn i 102 kobiety. Był to dwudziesty czwarty start reprezentacji Nowej Zelandii na letnich igrzyskach olimpijskich.

## Zdobyte medale
| Medal  | Zawodnik | Dyscyplina       | Konkurencja                   | Rezultat                                                                                      | Data       |
| ------ | --- | ---------------- | ----------------------------- | --------------------------------------------------------------------------------------------- | ---------- |
| Złoto  | Emma Twigg | Wioślarstwo      | jedynka kobiet                | 7:13,97                                                                                       | 30 lipca   |
| Złoto  | Thomas Mackintosh, Hamish Bond, Tom Murray, Michael Brake, Daniel Williamson, Phillip Wilson, Shaun Kirkham, Matt Macdonald, Sam Bosworth                                                                       | Wioślarstwo      | ósemka mężczyzn               | 5:24,64                                                                                       | 30 lipca   |
| Złoto  | Lisa Carrington | Kajakarstwo      | K-1 200 m kobiet              | 38,120                                                                                        | 3 sierpnia |
| Złoto  | Lisa Carrington | Kajakarstwo      | K-1 500 m kobiet              | 1:51,216                                                                                      | 5 sierpnia |
| Złoto  | Lisa Carrington Caitlin Regal | Kajakarstwo      | K-2 500 m kobiet              | 1:35,785                                                                                      | 3 sierpnia |
| Złoto  | Portia Woodman, Sarah Hirini, Ruby Tui, Tyla Nathan Wong, Theresa Fitzpatrick, Stacey Fluhler, Michaela Blyde, Alena Saili, Risaleaana Pouri-Lane, Kelly Brazier, Gayle Broughton, Shiray Kaka, Tenika Willison | Rugby 7          | turniej kobiet                | w finale pokonała reprezentację Francji 26:12                                                 | 31 lipca   |
| Złoto  | Grace Prendergast Kerri Gowler | Wioślarstwo      | dwójka bez sternika kobiet    | 6:50,19                                                                                       | 29 lipca   |
| Srebro | Ellesse Andrews | Kolarstwo torowe | keirin kobiet                 |                                                                                               | 5 sierpnia |
| Srebro | Campbell Stewart | Kolarstwo torowe | omnium mężczyzn               | 129 pkt                                                                                       | 5 sierpnia |
| Srebro | Brooke Donoghue Hannah Osborne | Wioślarstwo      | dwójka podwójna kobiet        | 6:44,82                                                                                       | 28 lipca   |
| Srebro | Ella Greenslade, Emma Dyke, Lucy Spoors, Kelsey Bevan, Grace Prendergast, Kerri Gowler, Beth Ross, Jackie Gowler, Caleb Shepherd                                                                                | Wioślarstwo      | ósemka kobiet                 | 6:00,04                                                                                       | 30 lipca   |
| Srebro | Tim Mikkelson, Scott Curry, Dylan Collier, Tone Ng Shiu, Amanaki Nicole, Andrew Knewstubb, Ngarohi McGarvey-Black, Sione Molia, Kurt Baker, Joe Webber, Etene Nanai-Seturo, Regan Ware, William Warbrick        | Rugby            | turniej mężczyzn              | w finale uległa reprezentacji Fidżi 12:27                                                     | 31 lipca   |
| Srebro | Peter Burling, Blair Tuke | Żeglarstwo       | 49er mężczyźni                | 58 pkt                                                                                        | 3 sierpnia |
| Brąz   | Valerie Adams | Lekkoatletyka    | pchnięcie kulą kobiet         | 19,62 m                                                                                       | 1 sierpnia |
| Brąz   | Tomas Walsh | Lekkoatletyka    | pchnięcie kulą mężczyzn       | 22,47 m                                                                                       | 5 sierpnia |
| Brąz   | David Nyika | Boks             | waga ciężka mężczyzn          | w półfinale uległ reprezentującemu Rosyjski Komitet Olimpijski Muslimowi Gadżymagomiedowi 1:4 | 3 sierpnia |
| Brąz   | Lydia Ko | Golf             | kobiety                       | 268                                                                                           | 7 sierpnia |
| Brąz   | Marcus Daniell, Michael Venus | Tenis ziemny     | gra podwójna mężczyzn         | w meczu o brązowy medal pokonali parę amerykańską Austin Krajicek, Tennys Sandgren 7:6, 6:2   | 30 lipca   |
| Brąz   | Dylan Schmidt | Gimnastyka       | skoki na trampolinie mężczyzn | 60,675 pkt                                                                                    | 31 lipca   |
| Brąz   | Hayden Wilde | Triathlon        | mężczyźni                     | 1:45:24                                                                                       | 26 lipca   |

## Skład kadry

### Boks
| Zawodnik    | Konkurencja          | 1/16             | 1/8                  | Ćwierćfinał                 | Półfinał                     | Finał            | Finał   | Źródło |
| Zawodnik    | Konkurencja          | Przeciwnik Wynik | Przeciwnik Wynik     | Przeciwnik Wynik            | Przeciwnik Wynik             | Przeciwnik Wynik | Miejsce | Źródło |
| ----------- | -------------------- | ---------------- | -------------------- | --------------------------- | ---------------------------- | ---------------- | ------- | ------ |
| David Nyika | waga ciężka mężczyzn | Bye              | Youness Baalla W 5-0 | Uładzisłau Smiahlikau W 5-0 | Muslim Gadżymagomiedow P 1-4 | NQ               | brąz    | [ 1 ]  |

### Gimnastyka
Mężczyźni
| Zawodnik         | Konkurencja            | Kwalifikacje | Kwalifikacje | Kwalifikacje | Kwalifikacje | Kwalifikacje | Kwalifikacje | Kwalifikacje | Kwalifikacje | Finał    | Finał    | Finał    | Finał    | Finał    | Finał    | Finał | Finał   | Źródło |
| Zawodnik         | Konkurencja            | Przyrząd     | Przyrząd     | Przyrząd     | Przyrząd     | Przyrząd     | Przyrząd     | Razem        | Pozycja      | Przyrząd | Przyrząd | Przyrząd | Przyrząd | Przyrząd | Przyrząd | Razem | Pozycja | Źródło |
| Zawodnik         | Konkurencja            | F            | PH           | R            | V            | PB           | HB           | Razem        | Pozycja      | F        | PH       | R        | V        | PB       | HB       | Razem | Pozycja | Źródło |
| ---------------- | ---------------------- | ------------ | ------------ | ------------ | ------------ | ------------ | ------------ | ------------ | ------------ | -------- | -------- | -------- | -------- | -------- | -------- | ----- | ------- | ------ |
| Mikhail Koudinov | wielobój indywidualnie | 13,433       | 12,466       | 12,600       | 13,766       | 14,433       | 11,366       | 78,064       | 52.          | NQ       | NQ       | NQ       | NQ       | NQ       | NQ       | NQ    | NQ      | [ 2 ]  |

#### Skoki na trampolinie
| Zawodnik        | Konkurencja | Eliminacje        | Eliminacje    | Eliminacje | Eliminacje | Eliminacje | Finał    | Finał     | Finał  | Finał  | Finał   | Finał   | Źródło |
| Zawodnik        | Konkurencja | Układ obowiązkowy | Układ dowolny | Kara       | Razem      | Pozycja    | Trudność | Wykonanie | Lot    | Kara   | Łącznie | Pozycja | Źródło |
| Zawodnik        | Konkurencja | Punkty            | Punkty        | Punkty     | Punkty     | Pozycja    | Punkty   | Punkty    | Punkty | Punkty | Punkty  | Pozycja | Źródło |
| --------------- | ----------- | ----------------- | ------------- | ---------- | ---------- | ---------- | -------- | --------- | ------ | ------ | ------- | ------- | ------ |
| Dylan Schmidt   | mężczyźni   | 52,415            | 59,705        |            | 112,120    | 3.         | 17,800   | 16,300    | 16,975 |        | 60,675  | brąz    | [ 3 ]  |
| Maddie Davidson | kobiety     | 47,870            | 45,540        |            | 93,140     | 10.        | NQ       | NQ        | NQ     | NQ     | NQ      | NQ      | [ 4 ]  |

### Golf
| Zawodnik | Konkurencja | Runda 1 | Runda 2 | Runda 3 | Runda 4 | Łącznie | Łącznie | Łącznie | Źródło |
| Zawodnik | Konkurencja | Wynik   | Wynik   | Wynik   | Wynik   | Wynik   | Par     | Pozycja | Źródło |
| -------- | ----------- | ------- | ------- | ------- | ------- | ------- | ------- | ------- | ------ |
| Lydia Ko | kobiety     | 70      | 67      | 66      | 65      | 268     | – 16    | brąz    | [ 5 ]  |
| Ryan Fox | Mężczyźni   | 70      | 72      | 73      | 64      | 279     | – 5     | 42.     | [ 6 ]  |

### Hokej na trawie
Turniej kobiet
- Reprezentacja kobiet

| - Tarryn Davey - Olivia Shannon - Olivia Merry - Frances Davies - Hope Ralph - Julia King - Ella Gunson - Sam Charlton - Grace O’Hanlon |  | - Elizabeth Thompson - Stephanie Dickins - Tessa Jopp - Megan Hull - Katie Doar - Rose Keddell - Kelsey Smith - Holly Pearson - Stacey Michelsen |

| Drużyna       | Konkurencja    | Faza grupowa     | Faza grupowa     | Faza grupowa     | Faza grupowa     | Faza grupowa     | Faza grupowa | Ćwierćfinały     | Półfinały        | Finał            | Pozycja | Źródło |
| Drużyna       | Konkurencja    | Przeciwnik Wynik | Przeciwnik Wynik | Przeciwnik Wynik | Przeciwnik Wynik | Przeciwnik Wynik | Pozycja      | Przeciwnik Wynik | Przeciwnik Wynik | Przeciwnik Wynik | Pozycja | Źródło |
| ------------- | -------------- | ---------------- | ---------------- | ---------------- | ---------------- | ---------------- | ------------ | ---------------- | ---------------- | ---------------- | ------- | ------ |
| Nowa Zelandia | turniej kobiet | Argentyna 3:0    | Japonia 2:1      | Hiszpania 1:2    | Australia 0:1    | Chiny 2:3        | 4.           | Holandia 0:3     | NQ               | NQ               | 8.      | [ 7 ]  |

Turniej mężczyzn
- Reprezentacja mężczyzn

| - David Brydon - Dane Lett - Nicholas Ross - Jacob Smith - Sam Lane - Jared Panchia - Nicholas Woods - Leon Hayward - Kane Russell |  | - Blair Tarrant - Dylan Thomas - Sean Findlay - Shea McAleese - Stephen Jenness - Hugo Inglis - George Muir - Steve Edwards - Nicholas Wilson |

| Drużyna       | Konkurencja      | Faza grupowa     | Faza grupowa     | Faza grupowa     | Faza grupowa     | Faza grupowa     | Faza grupowa | Ćwierćfinały     | Półfinały        | Finał            | Pozycja | Źródło |
| Drużyna       | Konkurencja      | Przeciwnik Wynik | Przeciwnik Wynik | Przeciwnik Wynik | Przeciwnik Wynik | Przeciwnik Wynik | Pozycja      | Przeciwnik Wynik | Przeciwnik Wynik | Przeciwnik Wynik | Pozycja | Źródło |
| ------------- | ---------------- | ---------------- | ---------------- | ---------------- | ---------------- | ---------------- | ------------ | ---------------- | ---------------- | ---------------- | ------- | ------ |
| Nowa Zelandia | turniej mężczyzn | Indie 2:3        | Hiszpania 4:3    | Japonia 2:2      | Australia 2:4    | Argentyna 1:4    | 5.           | NQ               | NQ               | NQ               | 9.      | [ 8 ]  |

### Jeździectwo
Skoki przez przeszkody
| Zawodnik                                    | Konkurencja   | Koń                    | Kwalifikacje | Kwalifikacje | Kwalifikacje | Kwalifikacje | Finał      | Finał       | Finał   | Pozycja | Źródło        |
| Zawodnik                                    | Konkurencja   | Koń                    | Kary         | Kary         | Łącznie      | Pozycja      | Kary       | Kary        | Łącznie | Pozycja | Źródło        |
| Zawodnik                                    | Konkurencja   | Koń                    | Przeszkody   | Limit czasu  | Łącznie      | Pozycja      | Przeszkody | Limit czasu | Łącznie | Pozycja | Źródło        |
| ------------------------------------------- | ------------- | ---------------------- | ------------ | ------------ | ------------ | ------------ | ---------- | ----------- | ------- | ------- | ------------- |
| Daniel Meech                                | indywidualnie | Cinca 3                | 0            | 2            | 2            | 30.          | EL         | EL          | EL      | EL      | [ 9 ] [ 10 ]  |
| Tom Tarver-Priebe                           | indywidualnie | Popeye                 | 16           | 1            | 18           | 64.          | NQ         | NQ          | NQ      | 64.     | [ 9 ] [ 10 ]  |
| Bruce Goodin                                | indywidualnie | Danny V                | 12           | 1            | 13           | 57.          | NQ         | NQ          | NQ      | 57.     | [ 9 ] [ 10 ]  |
| Bruce Goodin Tom Tarver-Priebe Daniel Meech | drużynowo     | Danny V Popeye Cinca 3 | 16 12 8      | 1            | 39           | 13.          | NQ         | NQ          | NQ      | 13.     | [ 11 ] [ 12 ] |

WKKW
| Zawodnik                                              | Konkurencja   | Koń                                          | Ujeżdżenie | Cross country | Skoki (runda kwalifikacyjna) | Razem     | Skoki (runda finałowa) | Finał  | Pozycja | Źródło |
| ----------------------------------------------------- | ------------- | -------------------------------------------- | ---------- | ------------- | ---------------------------- | --------- | ---------------------- | ------ | ------- | ------ |
| Tim Price                                             | indywidualnie | Vitali                                       | 25,60      | 1,20          | 12,00                        | 38,80     | 21,60                  | 60,40  | 24.     | [ 13 ] |
| Jesse Campbell                                        | indywidualnie | Diachello                                    | 30,10      | 14,40         | 0,40                         | 44,90     | 9,60                   | 54,50  | 22.     | [ 13 ] |
| Jonelle Price                                         | indywidualnie | Grovine De Reve                              | 30,70      | 2,00          | 0,00                         | 32,70     | 9,20                   | 41,90  | 11.     | [ 13 ] |
| Tim Price Jesse Campbell Jonelle Price Bundy Philpott | drużynowo     | Vitali Diachello Grovine De Reve Tresca Nzph | jak wyżej  | jak wyżej     | jak wyżej                    | jak wyżej | N/A                    | 116,40 | 5.      | [ 15 ] |

### Kajakarstwo
| Zawodnik                                                   | Konkurencja    | Eliminacje | Eliminacje | Ćwierćfinały | Ćwierćfinały | Półfinały | Półfinały | Finał A/B          | Finał A/B | Pozycja | Źródło |
| Zawodnik                                                   | Konkurencja    | Czas       | Pozycja    | Czas         | Pozycja      | Czas      | Pozycja   | Czas               | Pozycja   | Pozycja | Źródło |
| ---------------------------------------------------------- | -------------- | ---------- | ---------- | ------------ | ------------ | --------- | --------- | ------------------ | --------- | ------- | ------ |
| Max Brown Kurtis Imrie                                     | K-2 1000 m (m) | 3:17,210   | 4.         | 3:10,220     | 2.           | 3:17,684  | 2.        | 3:17,327 (Finał A) | 5.        | 5.      | [ 16 ] |
| Lisa Carrington                                            | K-1 200 m (k)  | 40,715     | 1.         | N/A          | N/A          | 38,127    | 1.        | 38,120 (Finał A)   | 1.        | złoto   | [ 16 ] |
| Lisa Carrington                                            | K-1 500 m (k)  | 1:48,463   | 1.         | N/A          | N/A          | 1:51,680  | 1.        | 1:51,216 (Finał A) | 1.        | złoto   | [ 16 ] |
| Caitlin Regal                                              | K-1 500 m (k)  | 1:50,297   | 3.         | N/A          | N/A          | 1:53,495  | 3.        | 1:53,681 (Finał B) | 1.        | 9.      | [ 16 ] |
| Lisa Carrington Caitlin Regal                              | K-2 500 m (k)  | 1:43,836   | 1.         | N/A          | N/A          | 1:36,724  | 1.        | 1:35,785 (Finał A) | 1.        | złoto   | [ 16 ] |
| Alicia Hoskin Teneale Hatton                               | K-2 500 m (k)  | 1:49,832   | 4.         | 1:50,507     | 4.           | 1:44,119  | 7.        | 1:41,121 (Finał B) | 5.        | 14.     | [ 16 ] |
| Lisa Carrington Alicia Hoskin Caitlin Regal Teneale Hatton | K-4 500 m (k)  | 1:33,959   | 2.         | N/A          | N/A          | 1:36,293  | 2.        | 1:37,168 (Finał A) | 4.        | 4.      | [ 16 ] |

#### Kajakarstwo górskie
| Zawodnik       | Konkurencja | Eliminacje | Eliminacje | Eliminacje | Eliminacje | Eliminacje | Eliminacje | Półfinały | Półfinały | Finał  | Finał   | Pozycja | Źródło |
| Zawodnik       | Konkurencja | P 1        | M.         | P 2        | M.         | Razem      | M.         | Czas      | Miejsce   | Czas   | Miejsce | Pozycja | Źródło |
| -------------- | ----------- | ---------- | ---------- | ---------- | ---------- | ---------- | ---------- | --------- | --------- | ------ | ------- | ------- | ------ |
| Callum Gilbert | K-1 (m)     | 151,85     | 23.        | 101,15     | 20.        | 101,15     | 23.        | NQ        | NQ        | NQ     | NQ      | 23.     | [ 17 ] |
| Luuka Jones    | K-1 (k)     | 110,22     | 10.        | 101,72     | 3.         | 101,72     | 3.         | 108,97    | 5.        | 110,67 | 6.      | 6.      | [ 17 ] |
| Luuka Jones    | C-1 (k)     | 116,55     | 8.         | 115,19     | 9.         | 115,19     | 11.        | 130,39    | 13.       | NQ     | NQ      | 13.     | [ 17 ] |

### Karate
| Zawodniczka   | Konkurencja | Eliminacje | Eliminacje | Eliminacje | Eliminacje | Eliminacje | Finał | Pozycja | Źródło |
| Zawodniczka   | Konkurencja | 1 kata     | 2 kata     | Średnia    | 3 kata     | Wynik      | Finał | Pozycja | Źródło |
| ------------- | ----------- | ---------- | ---------- | ---------- | ---------- | ---------- | ----- | ------- | ------ |
| Andrea Anacan | kata kobiet | 23,46      | 23,78      | 23,62      | NQ         | 23,62      | NQ    | 9.      | [ 18 ] |

### Kolarstwo

#### Kolarstwo szosowe
| Zawodnik       | Konkurencja                    | Czas       | Pozycja | Źródło |
| -------------- | ------------------------------ | ---------- | ------- | ------ |
| George Bennett | wyścig ze startu wspólnego (m) | 6:11:46    | 26.     | [ 19 ] |
| Patrick Bevin  | wyścig ze startu wspólnego (m) | DNF        | DNF     | [ 19 ] |
| George Bennett | jazda indywidualna na czas (m) | 1:00:28,39 | 25.     | [ 19 ] |
| Patrick Bevin  | jazda indywidualna na czas (m) | 57:24,29   | 10.     | [ 19 ] |

#### Kolarstwo torowe
Sprint
| Zawodnik                                | Konkurencja       | Kwalifikacje  | Kwalifikacje    | Runda 1                   | Repasaże 1 Runda                        | Runda 2                | Repasaże 2 Runda  | Runda 3                | Repasaże 3 Runda                                     | Ćwierćfinały    | Półfinały       | Finał           | Finał   | Źródło |
| Zawodnik                                | Konkurencja       | Czas Prędkość | Przeciwnik Czas | Pozycja                   | Przeciwnik Czas                         | Przeciwnik Czas        | Przeciwnik Czas   | Przeciwnik Czas        | Przeciwnik Czas                                      | Przeciwnik Czas | Przeciwnik Czas | Przeciwnik Czas | Pozycja | Źródło |
| --------------------------------------- | ----------------- | ------------- | --------------- | ------------------------- | --------------------------------------- | ---------------------- | ----------------- | ---------------------- | ---------------------------------------------------- | --------------- | --------------- | --------------- | ------- | ------ |
| Sam Webster                             | indywidualnie (m) | 9,631 74,759  | 18.             | Mateusz Rudyk 10,099      | N/A                                     | Sébastien Vigier 9,845 | N/A               | Maximilian Levy 10,487 | Sébastien Vigier Muhammad Shah Firdaus Sahrom 10,270 | NQ              | NQ              | NQ              | 11.     | [ 20 ] |
| Ethan Mitchell                          | indywidualnie (m) | 9,705 74,189  | 24.             | Jeffrey Hoogland + 10,054 | Azizulhasni Awang Kevin Quintero 10,605 | NQ                     | NQ                | NQ                     | NQ                                                   | NQ              | NQ              | NQ              | 24.     | [ 20 ] |
| Ellesse Andrews                         | indywidualnie (k) | 10,563 68,162 | 11.             | Kaarle McCulloch 10,996   | N/A                                     | Ołena Starikowa 10,926 | Bao Shanju 11,144 | Kelsey Mitchell 10,888 | Ołena Starikowa Zhong Tianshi 11,081                 | NQ              | NQ              | NQ              | 11.     | [ 21 ] |
| Kirstie James                           | indywidualnie (k) | 11,116 64,772 | 27.             | NQ                        | NQ                                      | NQ                     | NQ                | NQ                     | NQ                                                   | NQ              | NQ              | NQ              | 27.     | [ 21 ] |
| Samuel Dakin Ethan Mitchell Sam Webster | drużynowo (m)     | 43,066        | 5.              | N/A                       | N/A                                     | N/A                    | N/A               | N/A                    | N/A                                                  | N/A             | N/A             | Polska · 43,703 | 7.      | [ 20 ] |

Keirin
| Zawodnik        | Konkurencja | Runda 1 | Repesaż | Ćwierćfinał | Półfinał | Finał   | Pozycja | Źródło |
| Zawodnik        | Konkurencja | Miejsce | Miejsce | Miejsce     | Miejsce  | Miejsce | Pozycja | Źródło |
| --------------- | ----------- | ------- | ------- | ----------- | -------- | ------- | ------- | ------ |
| Sam Webster     | mężczyźni   | 5.      | 3.      | NQ          | NQ       | NQ      | 19.     | [ 20 ] |
| Callum Saunders | mężczyźni   | 2.      | N/A     | 5.          | NQ       | NQ      | 13.     | [ 20 ] |
| Ellesse Andrews | kobiety     | 4.      | 1.      | 2.          | 2.       | 2.      | srebro  | [ 21 ] |

Madison
| Zawodnik                       | Konkurencja | Punkty | Punkty  | Punkty  | Punkty  | Pozycja | Źródło |
| Zawodnik                       | Konkurencja | Sprint | Okr.pkt | Okr.pkt | Łącznie | Pozycja | Źródło |
| ------------------------------ | ----------- | ------ | ------- | ------- | ------- | ------- | ------ |
| Zawodnik                       | Konkurencja | Sprint | +       | -       | Łącznie | Pozycja | Źródło |
| Campbell Stewart Corbin Strong | mężczyźni   | 3      |         | 20      | -17     | 11.     | [ 20 ] |
| Jessie Hodges Rushlee Buchanan | kobiety     | 1      |         | 40      | -39     | 11.     | [ 21 ] |

Omnium
| Zawodnik         | Konkurencja | Scratch | Scratch | Wyścig tempowy | Wyścig tempowy   | Wyścig tempowy | Wyścig eliminacyjny | Wyścig eliminacyjny | Wyścig punktowy | Wyścig punktowy | Wyścig punktowy | Suma punktów | Pozycja | Źródło |
| Zawodnik         | Konkurencja | Miejsce | Punkty  | Miejsce        | Punkty wyścigowe | Punkty         | Miejsce             | Punkty              | Sprint          | Okrążenia       | Miejsce         | Suma punktów | Pozycja | Źródło |
| ---------------- | ----------- | ------- | ------- | -------------- | ---------------- | -------------- | ------------------- | ------------------- | --------------- | --------------- | --------------- | ------------ | ------- | ------ |
| Holly Edmondston | kobiety     | 9.      | 24      | 12.            | -18              | 18             | 10.                 | 22                  | 7               |                 | 8.              | 67           | 10.     | [ 21 ] |
| Campbell Stewart | mężczyźni   | 7.      | 28      | 12.            | 2                | 18             | 5.                  | 32                  | 11              | 40              | 17.             | 129          | srebro  | [ 20 ] |

Wyścig na dochodzenie drużynowy
| Zawodnik                                                  | Konkurencja | Kwalifikacje | Kwalifikacje | Pierwsza runda       | Pierwsza runda | Finał              | Finał | Źródło |
| Zawodnik                                                  | Konkurencja | Czas         | M.           | Przeciwnik Wynik     | M.             | Przeciwnik Wynik   | M.    | Źródło |
| --------------------------------------------------------- | ----------- | ------------ | ------------ | -------------------- | -------------- | ------------------ | ----- | ------ |
| Aaron Gate Campbell Stewart Regan Gough Jordan Kerby      | mężczyźni   | 3:46,079     | 3.           | Włochy · 3:42,397    | 4.             | Australia · OVL    | 4.    | [ 20 ] |
| Holly Edmondston Bryony Botha Kirstie James Jaime Nielsen | kobiety     | 4:12,536     | 6.           | Australia · 4:10,223 | 4.             | Francja · 4:10,600 | 8.    | [ 21 ] |

#### Kolarstwo górskie
| Zawodnik     | Konkurencja       | Czas    | Pozycja | Źródło |
| ------------ | ----------------- | ------- | ------- | ------ |
| Anton Cooper | cross-country (m) | 1:26:00 | 6.      | [ 22 ] |

#### Kolarstwo BMX
| Zawodniczka   | Konkurencja | Ćwierćfinał | Ćwierćfinał | Półfinał | Półfinał | Finał | Finał   | Pozycja | Źródło |
| Zawodniczka   | Konkurencja | Wynik       | Miejsce     | Wynik    | Miejsce  | Wynik | Miejsce | Pozycja | Źródło |
| ------------- | ----------- | ----------- | ----------- | -------- | -------- | ----- | ------- | ------- | ------ |
| Rebecca Petch | kobiety     | 10          | 3.          | 16       | 6.       | NQ    | NQ      | 12.     | [ 23 ] |

### Lekkoatletyka
Konkurencje biegowe
| Zawodnik        | Konkurencja       | Eliminacje | Eliminacje | Półfinał | Półfinał | Finał    | Finał   | Źródło |
| Zawodnik        | Konkurencja       | Wynik      | Miejsce    | Wynik    | Miejsce  | Wynik    | Miejsce | Źródło |
| --------------- | ----------------- | ---------- | ---------- | -------- | -------- | -------- | ------- | ------ |
| Sam Tanner      | 1500 m (m)        | 3:43,22    | 9.         | NQ       | NQ       | NQ       | NQ      | [ 24 ] |
| Nick Willis     | 1500 m (m)        | 3:36,88    | 7.         | 3:35,41  | 9.       | NQ       | NQ      | [ 24 ] |
| Zane Robertson  | maraton (m)       | N/A        | N/A        | N/A      | N/A      | 2:17:04  | 36.     | [ 25 ] |
| Malcolm Hicks   | maraton (m)       | N/A        | N/A        | N/A      | N/A      | 2:23:12  | 64.     | [ 25 ] |
| Quentin Rew     | chód na 50 km (m) | N/A        | N/A        | N/A      | N/A      | 3:57:33  | 16.     | [ 26 ] |
| Camille Buscomb | 5000 m (k)        | 15:24,39   | 14.        | N/A      | N/A      | NQ       | NQ      | [ 27 ] |
| Camille Buscomb | 10 000 m (k)      | N/A        | N/A        | N/A      | N/A      | 32:10,49 | 19.     | [ 28 ] |

Konkurencje techniczne
| Zawodnik        | Konkurencja        | Kwalifikacje | Kwalifikacje | Finał | Finał   | Źródło |
| Zawodnik        | Konkurencja        | Wynik        | Miejsce      | Wynik | Miejsce | Źródło |
| --------------- | ------------------ | ------------ | ------------ | ----- | ------- | ------ |
| Tomas Walsh     | pchnięcie kulą (m) | 21,49        | 2.           | 22,47 | brąz    | [ 29 ] |
| Jacko Gill      | pchnięcie kulą (m) | 20,96        | 9.           | 20,71 | 9.      | [ 29 ] |
| Hamish Kerr     | skok wzwyż (m)     | 2,28         | 4.           | 2,30  | 10.     | [ 30 ] |
| Julia Ratcliffe | rzut młotem (k)    | 73,20        | 6.           | 72,69 | 9.      | [ 31 ] |
| Lauren Bruce    | rzut młotem (k)    | 67,71        | 23.          | NQ    | NQ      | [ 31 ] |
| Valerie Adams   | pchnięcie kulą (k) | 18,83        | 6.           | 19,62 | brąz    | [ 32 ] |
| Maddi Wesche    | pchnięcie kulą (k) | 18,65        | 11.          | 18,98 | 6.      | [ 32 ] |

### Piłka nożna
Turniej kobiet
- Reprezentacja kobiet

| - Erin Nayler - Ria Percival - Anna Green - Catherine Joan Bott - Meikayla Moore - Claudia Bunge - Alexandra Riley - Abby Erceg - Gabi Rennie - Annalie Longo - Olivia Chance |  | - Betsy Hassett - Paige Satchell - Katie Bowen - Daisy Cleverley - Emma Rolston - Hannah Wilkinson - Anna Leat - Elizabeth Anton - Marisa van der Meer - Michaela Robertson - Victoria Esson |

| Drużyna       | Konkurencja    | Faza grupowa     | Faza grupowa          | Faza grupowa     | Faza grupowa | Ćwierćfinały     | Półfinały        | Finał mecz o 3. miejsce | Pozycja | Źródło |
| Drużyna       | Konkurencja    | Przeciwnik Wynik | Przeciwnik Wynik      | Przeciwnik Wynik | Pozycja      | Przeciwnik Wynik | Przeciwnik Wynik | Przeciwnik Wynik        | Pozycja | Źródło |
| ------------- | -------------- | ---------------- | --------------------- | ---------------- | ------------ | ---------------- | ---------------- | ----------------------- | ------- | ------ |
| Nowa Zelandia | turniej kobiet | Australia 1:2    | Stany Zjednoczone 1:6 | Szwecja 0:2      | 4.           | NQ               | NQ               | NQ                      | 12.     | [ 33 ] |

Turniej mężczyzn
- Reprezentacja mężczyzn

| - Michael Woud - Winston Reid - Liberato Cacace - Nando Pijnaker - Michael Boxall - Clayton Lewis - Elijah Just - Joe Bell - Chris Wood - Marko Stamenic - Joe Champness |  | - Callum McCowatt - Jamie Searle - George Stanger - Dane Ingham - Gianni Stensness - Callan Elliot - Ben Waine - Matthew Garbett - Sam Sutton - Ben Old - Alex Paulsen |

| Drużyna       | Konkurencja      | Faza grupowa         | Faza grupowa     | Faza grupowa     | Faza grupowa | Ćwierćfinały     | Półfinały        | Finał mecz o 3. miejsce | Pozycja | Źródło |
| Drużyna       | Konkurencja      | Przeciwnik Wynik     | Przeciwnik Wynik | Przeciwnik Wynik | Pozycja      | Przeciwnik Wynik | Przeciwnik Wynik | Przeciwnik Wynik        | Pozycja | Źródło |
| ------------- | ---------------- | -------------------- | ---------------- | ---------------- | ------------ | ---------------- | ---------------- | ----------------------- | ------- | ------ |
| Nowa Zelandia | turniej mężczyzn | Korea Południowa 1:0 | Honduras 2:3     | Rumunia 0:0      | 2.           | Japonia 2:4      | NQ               | NQ                      | 6.      | [ 35 ] |

### Pływanie
| Zawodnik                                             | Konkurencja                     | Eliminacje | Eliminacje | Półfinał | Półfinał | Finał   | Finał   | Źródło               |
| Zawodnik                                             | Konkurencja                     | Czas       | Miejsce    | Czas     | Miejsce  | Czas    | Miejsce | Źródło               |
| ---------------------------------------------------- | ------------------------------- | ---------- | ---------- | -------- | -------- | ------- | ------- | -------------------- |
| Zac Reid                                             | 400 m dowolnym (m)              | 3:49,85    | 23.        | N/A      | N/A      | NQ      | NQ      | [ 36 ] [ 37 ]        |
| Zac Reid                                             | 800 m dowolnym (m)              | 7:53,06    | 18.        | N/A      | N/A      | NQ      | NQ      | [ 38 ] [ 39 ]        |
| Lewis Clareburt                                      | 200 m zmiennym (m)              | 1:57,27    | 13.        | 1:57,55  | 7.       | 1:57,70 | 8.      | [ 40 ] [ 41 ] [ 42 ] |
| Lewis Clareburt                                      | 400 m zmiennym (m)              | 4:09,49    | 2.         | N/A      | N/A      | 4:11,22 | 7.      | [ 43 ] [ 44 ]        |
| Erika Fairweather                                    | 200 m dowolnym (k)              | 1:57,26    | 14.        | 1:59,14  | 16.      | NQ      | NQ      | [ 45 ] [ 46 ] [ 47 ] |
| Erika Fairweather                                    | 400 m dowolnym                  | 4:02,72    | 4.         | N/A      | N/A      | 4:08,01 | 8.      | [ 48 ] [ 49 ]        |
| Eve Thomas                                           | 800 m dowolnym (k)              | 8:32,51    | 18.        | N/A      | N/A      | NQ      | NQ      | [ 50 ] [ 51 ]        |
| Eve Thomas                                           | 1500 m dowolnym (k)             | 16:29,66   | 26.        | N/A      | N/A      | NQ      | NQ      | [ 52 ] [ 53 ]        |
| Hayley McIntosh                                      | 1500 m dowolnym (k)             | 14:44,43   | 31.        | N/A      | N/A      | NQ      | NQ      | [ 52 ] [ 53 ]        |
| Ali Galyer                                           | 100 m grzbietowym (k)           | 1:02,65    | 23.        | NQ       | NQ       | NQ      | NQ      | [ 54 ] [ 55 ] [ 56 ] |
| Ali Galyer                                           | 200 m grzbietowym (k)           | 2:15,16    | 24.        | NQ       | NQ       | NQ      | NQ      | [ 57 ] [ 58 ] [ 59 ] |
| Erika Fairweather Carina Doyle Eve Thomas Ali Galyer | sztafeta 4 × 200 m dowolnym (k) | 8:06,16    | 12.        | N/A      | N/A      | NQ      | NQ      | [ 60 ] [ 61 ]        |

### Podnoszenie ciężarów
| Zawodnik           | Konkurencja      | Rwanie | Rwanie  | Podrzut | Podrzut | Razem  | Pozycja | Źródło |
| Zawodnik           | Konkurencja      | Wynik  | Pozycja | Wynik   | Pozycja | Razem  | Pozycja | Źródło |
| ------------------ | ---------------- | ------ | ------- | ------- | ------- | ------ | ------- | ------ |
| Cameron McTaggart  | -81 kg mężczyzn  | 140 kg | 12.     | 175 kg  | 11.     | 315 kg | 11.     | [ 62 ] |
| David Liti         | +109 kg mężczyzn | 178 kg | 9.      | 236 kg  | 3.      | 414 kg | 5.      | [ 62 ] |
| Kanah Andrews-Nahu | -87 kg kobiet    | 94 kg  | 13.     | 112 kg  | 13.     | 206 kg | 13.     | [ 62 ] |
| Laurel Hubbard     | +87 kg kobiet    | DNF    | DNF     | DNF     | DNF     | DNF    | DNF     | [ 62 ] |

### Rugby 7
Turniej kobiet
Reprezentacja kobiet
| - Portia Woodman - Sarah Hirini - Ruby Tui - Tyla Nathan Wong - Theresa Fitzpatrick - Stacey Fluhler - Michaela Blyde |  | - Alena Saili - Risaleaana Pouri-Lane - Kelly Brazier - Gayle Broughton - Shiray Kaka - Tenika Willison |

| Drużyna       | Konkurencja | Faza grupowa     | Faza grupowa          | Faza grupowa     | Faza grupowa | Ćwierćfinały     | Półfinały        | Finał/Mecz 3. miejsce | Pozycja | Źródło        |
| Drużyna       | Konkurencja | Przeciwnik Wynik | Przeciwnik Wynik      | Przeciwnik Wynik | Pozycja      | Przeciwnik Wynik | Przeciwnik Wynik | Przeciwnik Wynik      | Pozycja | Źródło        |
| ------------- | ----------- | ---------------- | --------------------- | ---------------- | ------------ | ---------------- | ---------------- | --------------------- | ------- | ------------- |
| Nowa Zelandia | kobiety     | Kenia 29:7       | Wielka Brytania 26:21 | Rosja 33:0       | 1.           | Rosja 36:0       | Fidżi 22:17      | Francja 26:12         | złoto   | [ 63 ] [ 64 ] |

Turniej mężczyzn
Reprezentacja mężczyzn
| - Tim Mikkelson - Scott Curry - Dylan Collier - Tone Ng Shiu - Amanaki Nicole - Andrew Knewstubb - William Warbrick |  | - Ngarohi McGarvey-Black - Sione Molia - Kurt Baker - Joe Webber - Etene Nanai-Seturo - Regan Ware |

| Drużyna       | Konkurencja | Faza grupowa          | Faza grupowa     | Faza grupowa     | Faza grupowa | Ćwierćfinały     | Półfinały            | Finał/Mecz 3. miejsce | Pozycja | Źródło        |
| Drużyna       | Konkurencja | Przeciwnik Wynik      | Przeciwnik Wynik | Przeciwnik Wynik | Pozycja      | Przeciwnik Wynik | Przeciwnik Wynik     | Przeciwnik Wynik      | Pozycja | Źródło        |
| ------------- | ----------- | --------------------- | ---------------- | ---------------- | ------------ | ---------------- | -------------------- | --------------------- | ------- | ------------- |
| Nowa Zelandia | mężczyźni   | Korea Południowa 50:5 | Argentyna 35:14  | Australia 14:12  | 1.           | Kanada 21:7      | Wielka Brytania 29:7 | Fidżi 12:27           | srebro  | [ 65 ] [ 66 ] |

### Skoki do wody
| Zawodniczka        | Konkurencja                  | Preeliminacje | Preeliminacje | Półfinał | Półfinał | Finał   | Finał   | Źródło               |
| Zawodniczka        | Konkurencja                  | Punkty        | Miejsce       | Punkty   | Miejsce  | Punkty  | Miejsce | Źródło               |
| ------------------ | ---------------------------- | ------------- | ------------- | -------- | -------- | ------- | ------- | -------------------- |
| Anton Down-Jenkins | trampolina 3 m indywidualnie | 394,45        | 16.           | 424,20   | 8.       | 415,690 | 8.      | [ 67 ] [ 68 ] [ 69 ] |

### Strzelectwo
| Zawodnik       | Konkurencja | Kwalifikacje | Kwalifikacje | Finał | Finał   | Źródło |
| Zawodnik       | Konkurencja | Wynik        | Pozycja      | Wynik | Pozycja | Źródło |
| -------------- | ----------- | ------------ | ------------ | ----- | ------- | ------ |
| Natalie Rooney | trap        | 117          | 10.          | NQ    | NQ      | [ 70 ] |
| Chloe Tipple   | skeet       | 108          | 27.          | NQ    | NQ      | [ 71 ] |

### Surfing
| Zawodnik        | Konkurencja | Eliminacje | Eliminacje | Eliminacje | Eliminacje | 1/8 finału       | Ćwierćfinał      | Półfinał         | Finał/3. miejsce | Pozycja | Źródło |
| Zawodnik        | Konkurencja | Runda 1    | Runda 1    | Runda 2    | Runda 2    | 1/8 finału       | Ćwierćfinał      | Półfinał         | Finał/3. miejsce | Pozycja | Źródło |
| Zawodnik        | Konkurencja | Wynik      | Miejsce    | Wynik      | Miejsce    | Przeciwnik Wynik | Przeciwnik Wynik | Przeciwnik Wynik | Przeciwnik Wynik | Pozycja | Źródło |
| --------------- | ----------- | ---------- | ---------- | ---------- | ---------- | ---------------- | ---------------- | ---------------- | ---------------- | ------- | ------ |
| Ella Williams   | kobiety     | 9,70       | 2.         | N/A        | N/A        | Hennessy P 7,73  | NQ               | NQ               | NQ               | 9.      | [ 72 ] |
| Billy Stairmand | mężczyźni   | 9,97       | 3.         | 11,34      | 3.         | Ferreira P 9,67  | NQ               | NQ               | NQ               | 9.      | [ 73 ] |

### Taekwondo
| Zawodnik  | Konkurencja     | 1/8              | Ćwierćfinał      | Półfinał         | Repesaż          | Finał/3. miejsce | Finał/3. miejsce | Źródło |
| Zawodnik  | Konkurencja     | Przeciwnik Wynik | Przeciwnik Wynik | Przeciwnik Wynik | Przeciwnik Wynik | Przeciwnik Wynik | Pozycja          | Źródło |
| --------- | --------------- | ---------------- | ---------------- | ---------------- | ---------------- | ---------------- | ---------------- | ------ |
| Tom Burns | -68 kg mężczyzn | Sinden P 8-53    | NQ               | NQ               | Reçber P 8-23    | NQ               | 7.               | [ 74 ] |

### Tenis ziemny
| Zawodnik                     | Konkurencja | 1/16                                | 1/8                 | Ćwierćfinały                       | Półfinały                    | Finał                              | Finał   | Źródło |
| Zawodnik                     | Konkurencja | Przeciwnik Wynik                    | Przeciwnik Wynik    | Przeciwnik Wynik                   | Przeciwnik Wynik             | Przeciwnik Wynik                   | Pozycja | Źródło |
| ---------------------------- | ----------- | ----------------------------------- | ------------------- | ---------------------------------- | ---------------------------- | ---------------------------------- | ------- | ------ |
| Marcus Daniell Michael Venus | debel (m)   | Hierasimau Iwaszka W 2-0 (6:3, 7:6) | Koolhof Rojer W w/o | Cabal Farah W 2-1 (6:3, 3:6, 10:7) | Čilić Dodig P 0-2 (2:6, 2:6) | Krajicek Sandgren W 2-0 (4:6, 6:2) | brąz    | [ 75 ] |

### Triathlon
| Zawodnik                                                    | Konkurencja | Pływanie                | Zmiana 1            | Jazda na rowerze        | Zmiana 2            | Bieg                    | Czas    | Pozycja | Źródło |
| ----------------------------------------------------------- | ----------- | ----------------------- | ------------------- | ----------------------- | ------------------- | ----------------------- | ------- | ------- | ------ |
| Nicole van der Kaay                                         | kobiety     | 19:35                   | 0:42                | 1:05:02                 | 0:33                | 37:34                   | 2:03:26 | 29.     | [ 76 ] |
| Ainsley Thorpe                                              | kobiety     | 19:15                   | 0:43                | DNF                     | DNF                 | DNF                     | DNF     | DNF     | [ 76 ] |
| Hayden Wilde                                                | mężczyźni   | 18:17                   | 0:39                | 56:07                   | 0:29                | 29:52                   | 1:45:24 | brąz    | [ 77 ] |
| Tayler Reid                                                 | mężczyźni   | 17:45                   | 0:37                | 56:40                   | 0:27                | 31:25                   | 1:46:54 | 18.     | [ 77 ] |
| Ainsley Thorpe Tayler Reid Nicole van der Kaay Hayden Wilde | sztafeta    | 03:51 03:56 04:39 04:21 | 0:41 0:36 0:41 0:35 | 10:33 09:49 10:47 09:29 | 0:31 0:28 0:31 0:29 | 07:06 05:49 06:20 05:41 | 1:26:53 | 12.     | [ 78 ] |

### Wioślarstwo
| Zawodnik | Konkurencja | Eliminacje | Eliminacje | Repesaż | Repesaż | Ćwierćfinały | Ćwierćfinały | Półfinały            | Półfinały       | Finał            | Finał      | Miejsce | Źródło |
| Zawodnik | Konkurencja | Czas       | M.         | Czas    | M.      | Czas         | M.           | Czas                 | M.              | Czas             | M.         | Miejsce | Źródło |
| --- | ----------- | ---------- | ---------- | ------- | ------- | ------------ | ------------ | -------------------- | --------------- | ---------------- | ---------- | ------- | ------ |
| Jordan Parry | M1x         | 7:04,45    | 2.         | N/A     | N/A     | 7:18,48      | 4.           | 6:57,70 Półfinał C/D | 1.              | 6:55,55 Finał C  | 1.         | 13.     | [ 79 ] |
| Jack Lopas Chris Harris | M2x         | 6:12,05    | 3.         | N/A     | N/A     | N/A          | N/A          | 6:26,08              | 4.              | 6:15,51. Finał B | 2.         | 8.      | [ 80 ] |
| Brook Robertson Stephen Jones                                                                                               | M2-         | 6:56,53    | 3.         | N/A     | N/A     | N/A          | N/A          | 6:41,46              | 6.              | 6:38,30 Finał B  | 6.         | 12.     | [ 81 ] |
| Tom Mackintosh Hamish Bond Tom Murray Michael Brake Dan Williamson Shaun Kirkham Matt Macdonald Phillip Wilson Sam Bosworth | M8+         | 5:32,11    | 2.         | 5:22,04 | 1.      | N/A          | N/A          | N/A                  | N/A             | 5:24,64          | 1.         | złoto   | [ 82 ] |
| Emma Twigg | W1x         | 7:35,22    | 1.         | N/A     | N/A     | 7:54,96      | 1.           | 7:20,70              | 1. Półfinał A/B | 7:13,97          | 1. Finał A | złoto   | [ 83 ] |
| Brooke Donoghue Hannah Osborne                                                                                              | W2x         | 6:53,62    | 1.         | N/A     | N/A     | N/A          | N/A          | 7:09,05              | 2.              | 6:44,82          | 2. Finał A | srebro  | [ 84 ] |
| Grace Prendergast Kerri Gowler                                                                                              | W2-         | 7:19,08    | 1.         | N/A     | N/A     | N/A          | N/A          | 6:47,41              | 1.              | 6:50,19          | 1. Finał A | złoto   | [ 85 ] |
| Georgia Nugent-O’Leary Ruby Tew Eve MacFarlane Olivia Loe                                                                   | W4x         | 6:25,23    | 4.         | 6:39,91 | 3.      | N/A          | N/A          | N/A                  | N/A             | 6:29,00          | 2. Finał B | 8.      | [ 86 ] |
| Ella Greenslade Emma Dyke Lucy Spoors Grace Prendergast Kelsey Bevan Kerri Gowler Beth Ross Jackie Gowler Caleb Shepherd    | W8x         | 6:07,65    | 1.         | N/A     | N/A     | N/A          | N/A          | N/A                  | N/A             | 6:00,04          | 2. Finał A | srebro  | [ 87 ] |

### Żeglarstwo
Kobiety
| Zawodnik                 | Konkurencja | Wyścig | Wyścig | Wyścig | Wyścig | Wyścig | Wyścig | Wyścig | Wyścig | Wyścig | Wyścig | Wyścig | Wyścig | Wyścig | Punkty | Finałowa pozycja | Źródło |
| Zawodnik                 | Konkurencja | 1      | 2      | 3      | 4      | 5      | 6      | 7      | 8      | 9      | 10     | 11     | 12     | M*     | Punkty | Finałowa pozycja | Źródło |
| ------------------------ | ----------- | ------ | ------ | ------ | ------ | ------ | ------ | ------ | ------ | ------ | ------ | ------ | ------ | ------ | ------ | ---------------- | ------ |
| Alex Maloney Molly Meech | 49erFX      | 16     | 22 UFD | 5      | 12     | 4      | 4      | 8      | 3      | 18     | 6      | 19     | 6      | NQ     | 101    | 12.              | [ 88 ] |

Mężczyźni
| Zawodnik                        | Konkurencja | Wyścig | Wyścig | Wyścig | Wyścig | Wyścig | Wyścig | Wyścig | Wyścig | Wyścig | Wyścig | Wyścig | Wyścig | Wyścig | Punkty | Finałowa pozycja | Źródło |
| Zawodnik                        | Konkurencja | 1      | 2      | 3      | 4      | 5      | 6      | 7      | 8      | 9      | 10     | 11     | 12     | M*     | Punkty | Finałowa pozycja | Źródło |
| ------------------------------- | ----------- | ------ | ------ | ------ | ------ | ------ | ------ | ------ | ------ | ------ | ------ | ------ | ------ | ------ | ------ | ---------------- | ------ |
| Sam Meech                       | Laser       | 19     | 19     | 8      | 16     | 14     | 3      | 2      | 13     | 11     | 3      | N/A    | N/A    | 20     | 109    | 10.              | [ 89 ] |
| Josh Junior                     | Finn        | 12     | 10     | 3      | 7      | 8      | 5      | 1      | 4      | 8      | 1      | N/A    | N/A    | 20     | 67     | 5.               | [ 90 ] |
| Paul Snow-Hansen Daniel Willcox | 470         | 6      | 2      | 7      | 7      | 5      | 7      | 13     | 8      | 6      | 3      | N/A    | N/A    | 6      | 57     | 4.               | [ 91 ] |
| Peter Burling Blair Tuke        | 49er        | 12     | 3      | 7      | 2      | 10     | 1      | 3      | 6      | 2      | 5      | 2      | 11     | 6      | 58     | srebro           | [ 92 ] |

Open
| Zawodnik                     | Konkurencja | Wyścig | Wyścig | Wyścig | Wyścig | Wyścig | Wyścig | Wyścig | Wyścig | Wyścig | Wyścig | Wyścig | Wyścig | Wyścig | Punkty | Finałowa pozycja | Źródło |
| Zawodnik                     | Konkurencja | 1      | 2      | 3      | 4      | 5      | 6      | 7      | 8      | 9      | 10     | 11     | 12     | M*     | Punkty | Finałowa pozycja | Źródło |
| ---------------------------- | ----------- | ------ | ------ | ------ | ------ | ------ | ------ | ------ | ------ | ------ | ------ | ------ | ------ | ------ | ------ | ---------------- | ------ |
| Micah Wilkinson Erica Dawson | Nacra 17    | 11     | 12     | 13     | 11     | 8      | 12     | 15     | 9      | 18     | 17     | 8      | 14     | NQ     | 130    | 12.              | [ 93 ] |

M = Wyścig medalowy